# Warodia gracilicornis
Warodia gracilicornis är en insektsart som beskrevs av Zhang och Huang 2007. Warodia gracilicornis ingår i släktet Warodia och familjen dvärgstritar. Inga underarter finns listade i Catalogue of Life.